# Ron Yeats
Ron Yeats (Aberdeen, 1937. november 15. – 2024. szeptember 6.) válogatott skót labdarúgó, középfedezet.

## Pályafutása

### Klubcsapatban
1957 és 1961 között a Dundee United, 1961 és 1971 között az angol Liverpool labdarúgója volt. A liverpooli csapattal két bajnoki címet és egy kupagyőzelmet ért el. 1961 és 1970 között az együttes csapatkapitánya volt. 1971 és 1974 között az angol Tranmere Rovers játékos-edzőjeként tevékenykedett. 1975-ben az angol Stalybridge Celtic, 1975 és 1977 között a Barrow játékosa volt, utóbbiban edzőként is dolgozott. 1976-ban kölcsönben az amerikai Los Angeles Skyhawks csapatában szerepelt. 1977-ben az amerikai Santa Barbara Condors játékos-edzője, majd az angol Formby játékosa volt. 1977–78-ban a walesi Rhyl csapatában fejezte be az aktív játékot.

### A válogatottban
1964–65-ben két alkalommal szerepelt a skót válogatottban.

## Sikerei, díjai
Dundee United
- Skót bajnokság – másodosztály
  - bajnok: 1959–60

 Liverpool
- Angol bajnokság (First Division)
  - bajnok (2): 1963–64, 1965–66
- Angol kupa (FA Cup)
  - győztes: 1965
- Angol szuperkupa (FA Charity Shield)
  - győztes (3): 1964, 1965, 1966
- Angol bajnokság – másodosztály (Second Divison)
  - bajnok: 1961–62
- Kupagyőztesek Európa-kupája (KEK)
  - döntős: 1965–66

## Statisztika

### Mérkőzései a skót válogatottban
| Skócia | Skócia            | Skócia                    | Skócia      | Skócia   | Skócia   | Skócia             | Skócia | Skócia  |
| #      | Dátum             | Helyszín                  | Hazai       | Eredmény | Vendég   | Kiírás             | Gólok  | Esemény |
| ------ | ----------------- | ------------------------- | ----------- | -------- | -------- | ------------------ | ------ | ------- |
| 1.     | 1964. október 3.  | Cardiff, Ninian Park      | Wales       | 3 – 2    | Skócia   | brit házibajnokság | -      |         |
| 2.     | 1965. december 7. | Nápoly, San Paolo Stadion | Olaszország | 3 – 0    | Skócia   | vb-selejtező       | -      |         |
|        | Összesen          |                           |             | 5        | mérkőzés |                    | 0      | gól     |